# Roland von Bremen (Schiff, 1937)
Die Roland von Bremen war ein deutsches Seebäderschiff, das von der Reederei Bremer Seebäderdienst D. Oltmann & Co. in den Jahren 1966 bis 1984 im Passagierverkehr von Bremen und Bremerhaven nach Helgoland eingesetzt wurde. 

## Geschichte
Das Schiff wurde 1939 als Kühlschiff auf der Werft Helsingörs Jernskips og Maskinbyggeri A/S in Kopenhagen erbaut und ging als Indian Reefer für die Reederei Rederiet Ocean A/S aus Esbjerg in Dienst. 1941 wurde es an die Reederei Comision Administrada de la Flota Mercante del Estado in Buenos Aires verkauft und in Rio Gallegos umbenannt. Fünf Jahre später, 1945, nahm diese Reederei ihr vertraglich vereinbartes Rückgaberecht wahr und verkaufte das Schiff zurück an die Rederiet Ocean A/S, die es wieder unter seinem ursprünglichen Namen einsetzte.
Nachdem das Schiff 1965 kurzfristig in Sonderborg aufgelegt gewesen war, erfolgte noch im gleichen Jahr der Umbau zum Seebäderschiff auf der Werft T. Mariotti in Genua. Ab 1966 wurde das ehemalige Kühlschiff unter dem Namen Roland von Bremen von der Reederei Bremer Seebäderdienst D. Oltmann & Co. im Bäderverkehr von Bremen und Bremerhaven nach Helgoland eingesetzt. In diesem auf die Sommersaison beschränkten Liniendienst bediente das Schiff nur die Strecke von der Bremerhavener Columbuskaje nach Helgoland. Ergänzend gab es einen Bahnzubringer von Bremen zum Columbusbahnhof in Bremerhaven, wo man direkt von der Bahn auf das Schiff umsteigen konnte. Auf dieser Route war die Roland von Bremen bis zum Ende der Saison 1984 im Einsatz.
Zur Saison 1971 wurde über einem Teil des hinteren Sonnendecks ein zusätzliches Sonnendeck (als Verlängerung des Bootsdecks nach hinten) installiert, wodurch sich die Liegestuhlkapazität erhöhte, da auf dem nun überdachten Teil des hinteren Sonnendecks wie zuvor auch Liegestühle aufgestellt wurden.
1974 kam es zu einem Zwischenfall, bei dem die Roland von Bremen in mächtige Kreuzseen geriet. Hierbei kam ein Passagier zu Tode, 30 wurden verletzt.
Die Roland von Bremen war von allen im Helgoland-Seebäderdienst eingesetzten Schiffen das mit der höchsten möglichen Passagierzahl (1900), gefolgt von der Wappen von Hamburg mit 1800 Passagieren.
Das Schiff wurde 1985 abgewrackt.